# رصدخانه بین‌المللی کوه گراهام

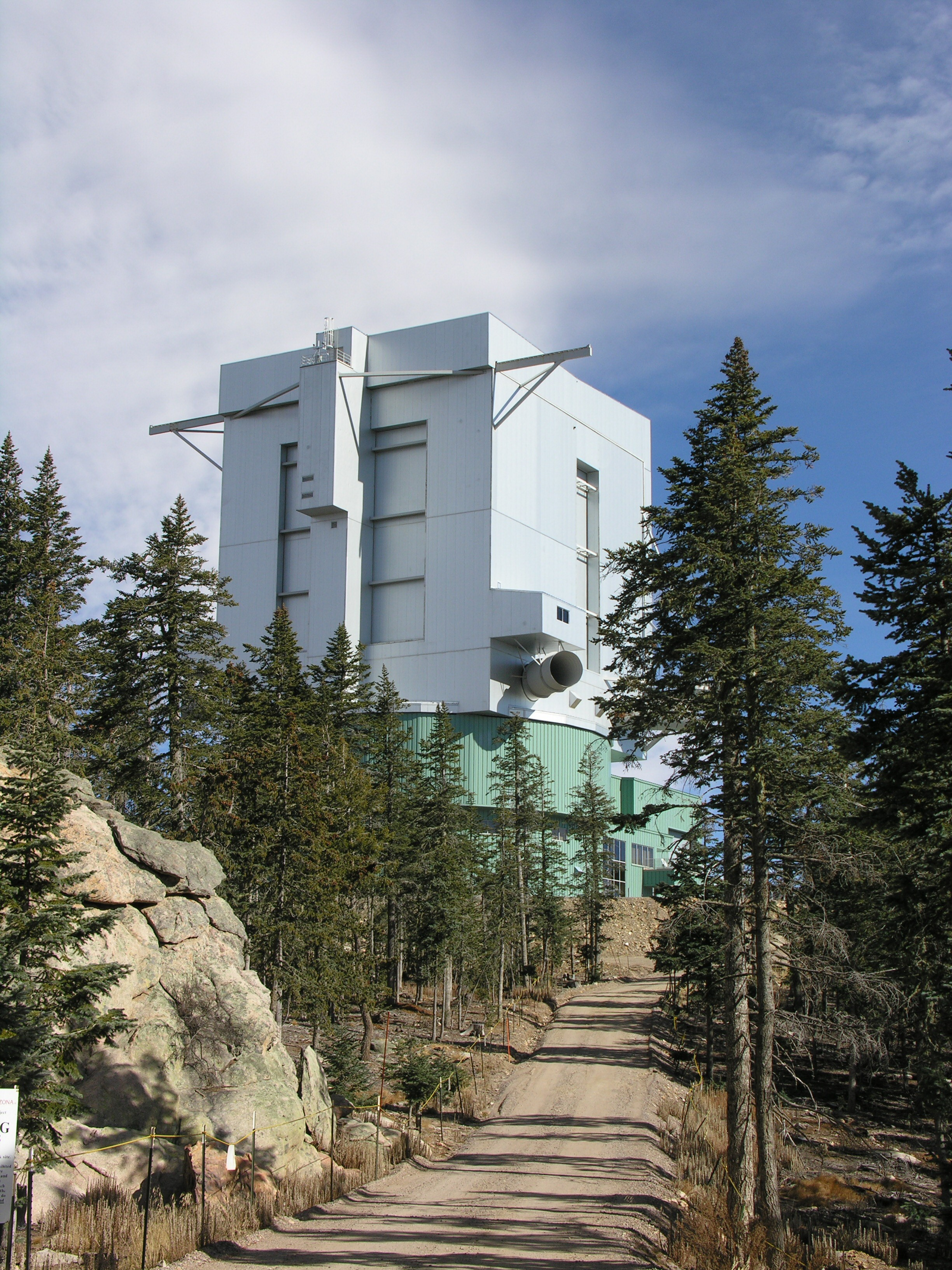

رصدخانه بین‌المللی کوه گراهام (به انگلیسی: Mount Graham International Observatory) یک مرکز علمی بین‌المللی درایالت آریزونای آمریکا است.
این رصدخانه که در ارتفاع ۳٬۱۹۰ متری از سطح دریا قرار دارد، شامل تلسکوپ ال‌بی‌تی، تلسکوپ اس‌ام‌تی، و تلسکوپهای دیگر می‌باشد.
این مرکز توسط دانشگاه آریزونا هدایت می‌شود.